# 蚌埠公交定制公交专线
蚌埠公交定制公交专线，是蚌埠市公共交通集团有限公司于2018年7月1日为满足工业园区通勤需求开通的8条定制公交线路，分别是DZ1路、DZ2路、DZ3路、DZ4路、DZ5路、DZ6路、DZ7路、DZ8路。起点站分别为珍珠小区首末站、大庆路首末站、大庆路首末站、大庆路首末站、华海商城、大庆路首末站、珍珠小区首末站和余庆苑，终点站分别为固镇工业园、固镇工业园、沫河口工业园、沫河口工业园、高新区工业园、高新区工业园和监管支队、监管支队。该6条公交线路均由蚌埠市公共交通集团有限公司运营、管理。

## 历史

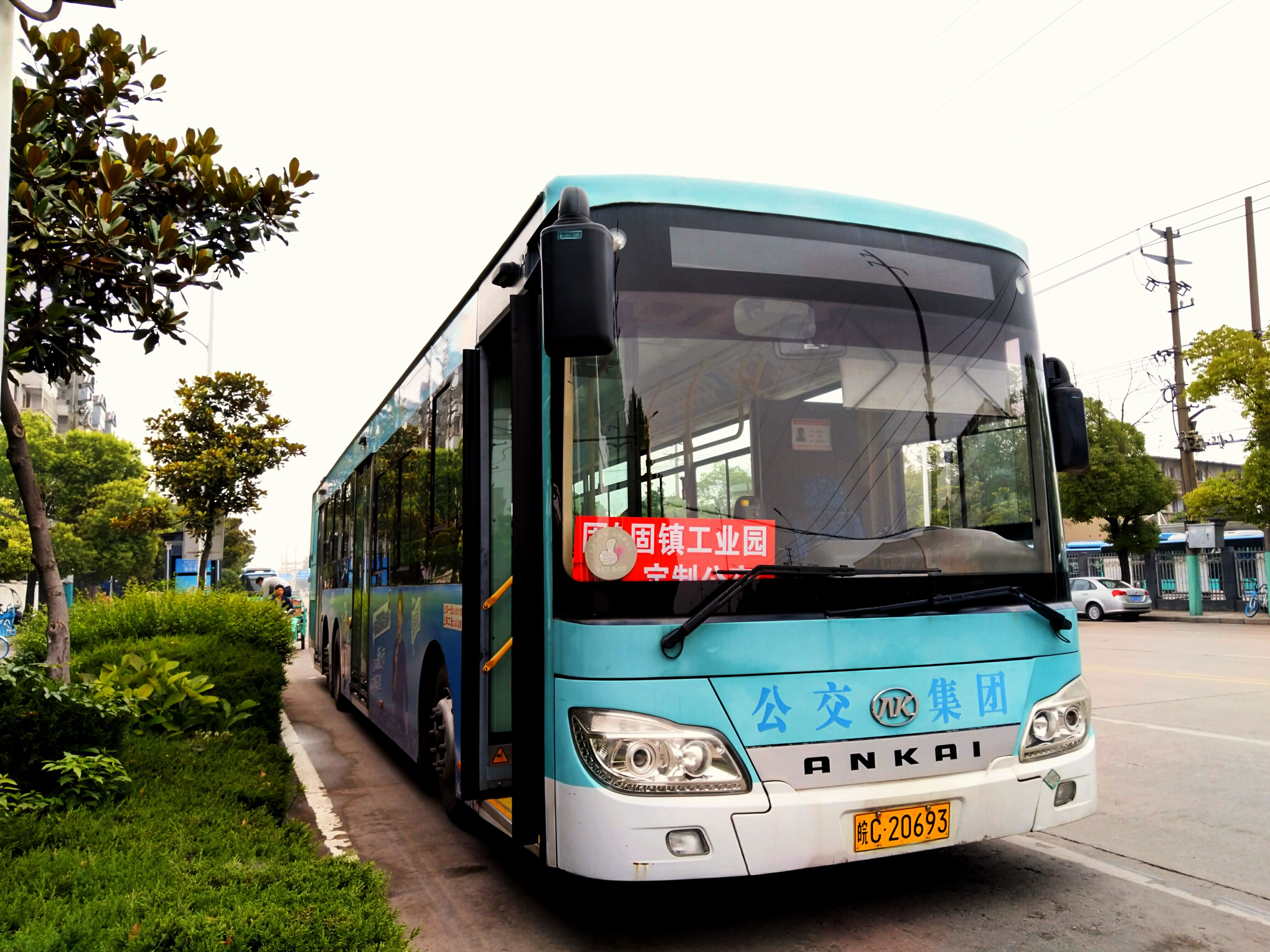
蚌埠公交DZ2路在大庆路首末站
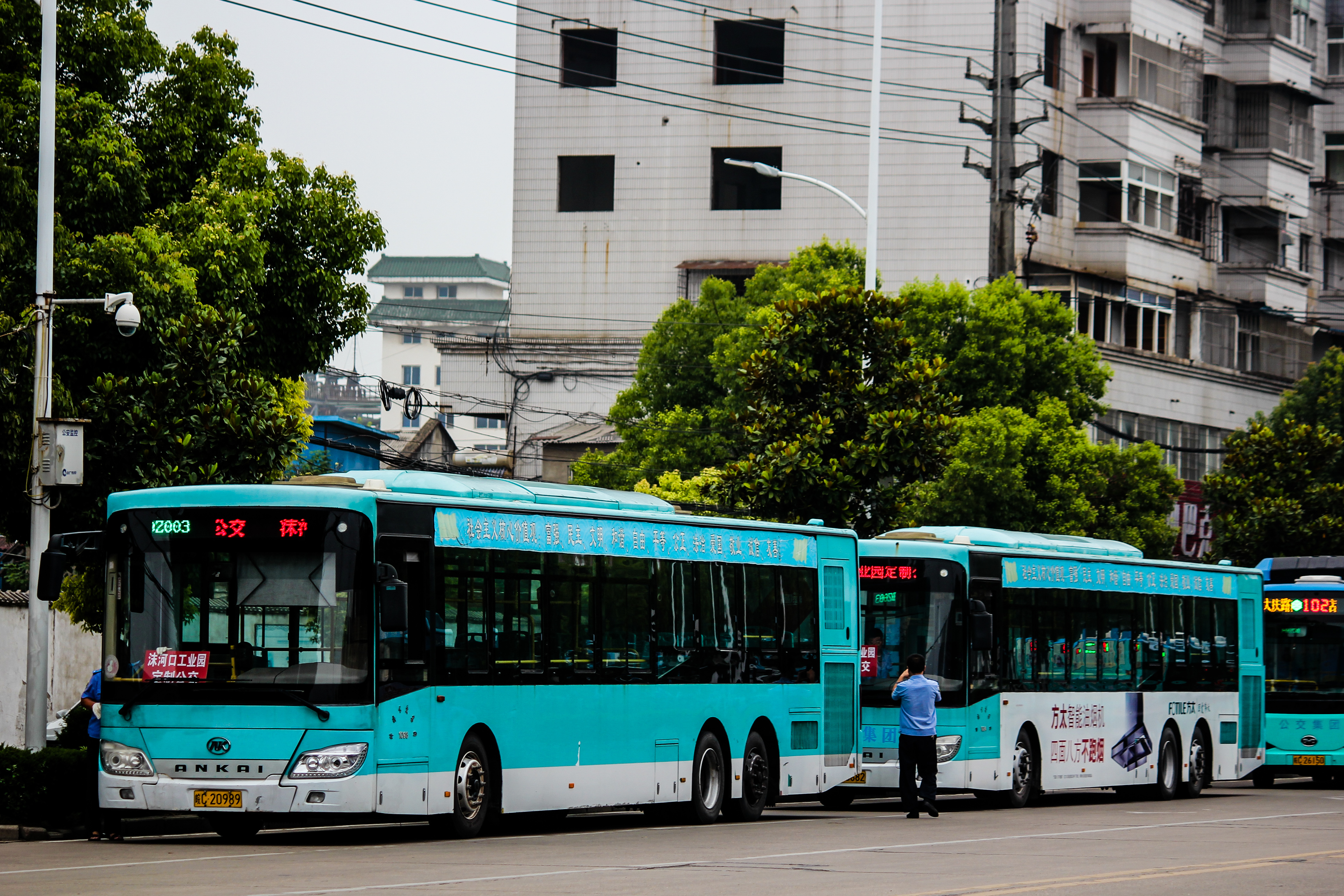
蚌埠公交DZ3路和DZ4路在大庆路首末站
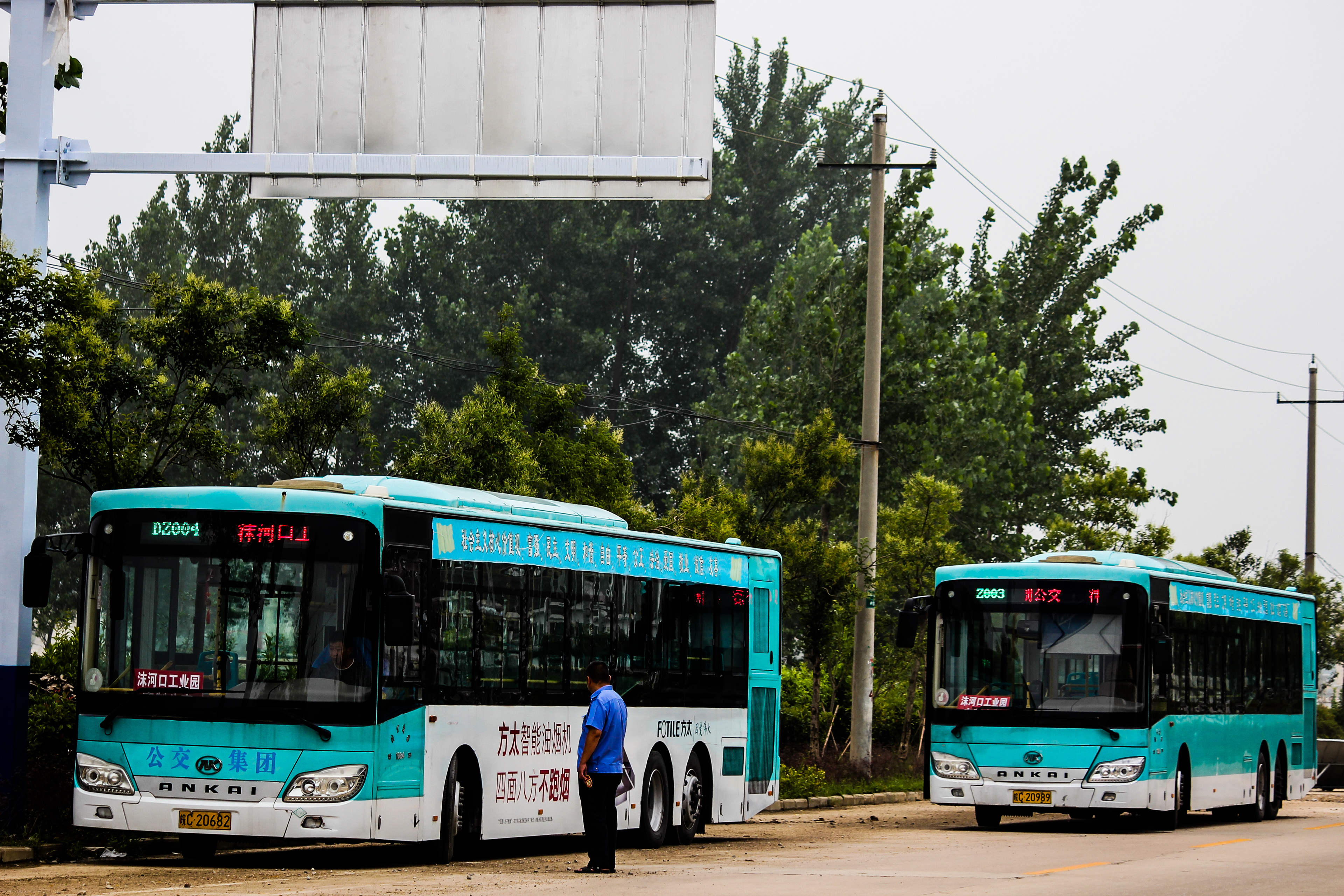
蚌埠公交DZ3路和DZ4路在沫河口工业园
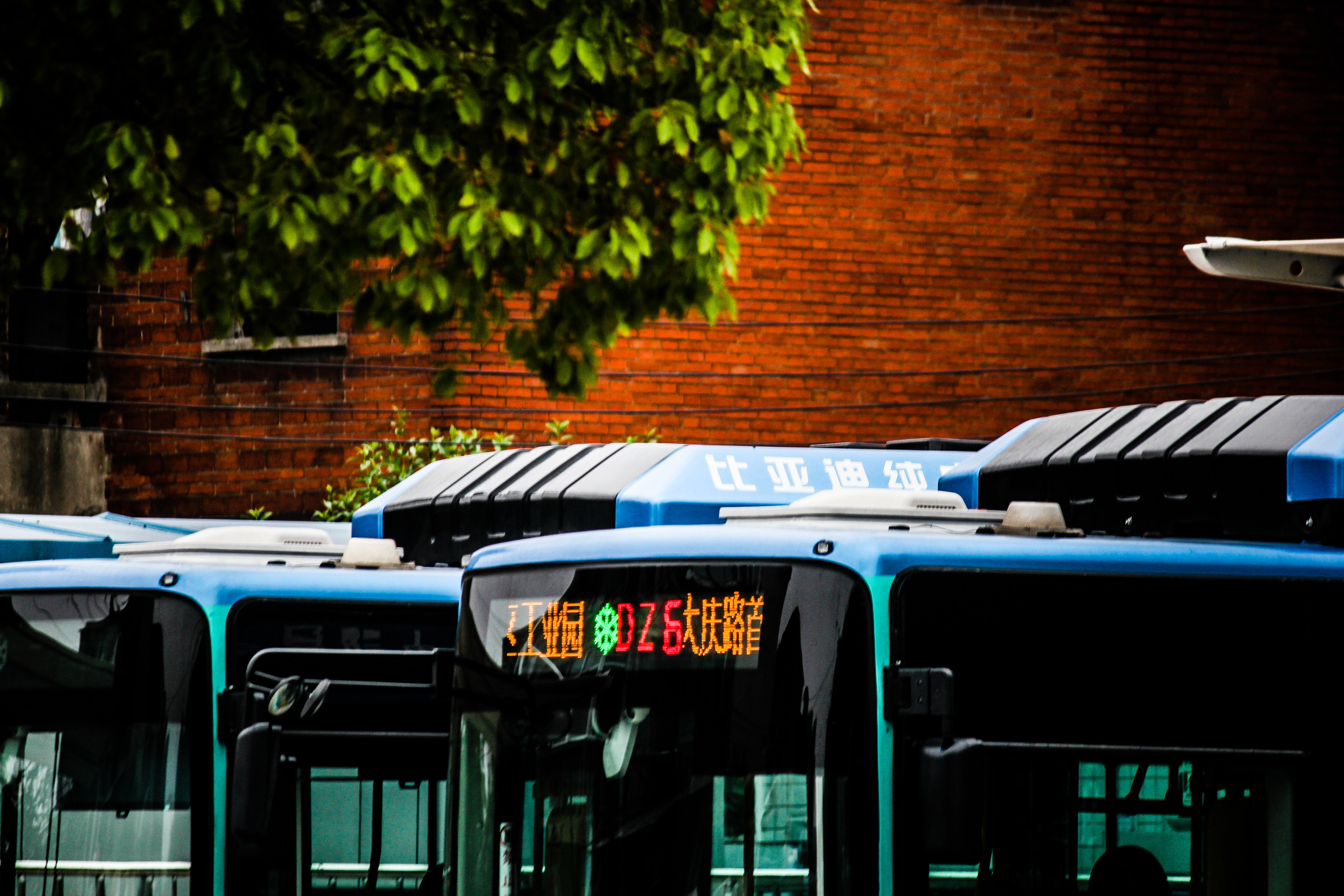
蚌埠公交DZ6路在大庆路首末站

- 2018年7月1日，蚌埠公交集团为服务高新区、沫河口、固镇项目企业园，开展“四送一服”双千工程服务企业工作，蚌埠公交集团深入各园企业开展调研，解决企业公交需求，与“七一”前夕陆续开通服务高新区、沫河口、固镇等工业园区企业定制公交线路8条，分别是DZ1路、DZ2路、DZ3路、DZ4路、DZ5路、DZ6路、DZ7路、DZ8路。[3][4][5]其中，DZ1路、DZ2路、DZ3路、DZ4路使用安凯HFF6140G06CE5型14米三轴天然气空调客车[6][7]、DZ6路使用比亚迪BYD6121LGEV3型12米纯电动空调客车以应对工业园区的大量客流。[8]

## 走向及站点
以下内容均统计自：

### DZ1路 固镇工业园定制公交专线
- 走向：涂山路 - 朝阳路 - 淮上大道 - 解放路
- 站点：大庆路首末站 - 涂山路·长青北路 - 禹会区政府·显臣中医骨科 - 四中—朝阳路桥北 - 淮上区政府北 - 固镇工业园

### DZ2路 固镇工业园定制公交专线
- 走向：东海大道 - 龙腾路 - 曹凌路 - 南湖路 - 兰凌路 - 宏业路 - 胜利东路 - 解放路
- 站点：珍珠小区首末站 - 南湖小区 - 铁路中学 - 宏业一村 - 解放路·新淮路 - 通成国贸 - 固镇工业园

### DZ3路 沫河口工业园定制公交专线
- 走向：中粮大道 - 大庆三路 - 华光大道 - 胜利西路 - 胜利中路 - 胜利东路 - 东外环路 - 306省道 - 开源大道 - 金沱路
- 站点：大庆路首末站 - 柴油机厂 - 朝阳路桥 - 第三人民医院 - 红叶山庄 - 汤和墓古迹园 - 沫河口工业园

### DZ4路 沫河口工业园定制公交专线
- 走向：中粮大道 - 涂山路 - 涂山东路 - 解放路 - 胜利东路 - 东外环路 - 306省道 - 开源大道 - 金沱路
- 站点：大庆路首末站 - 涂山路·长青北路 - 禹会区政府·显臣中医骨科 - 沁雅花园北 - 紫荆名流北 - 宏业一村 - 沫河口工业园

### DZ5路 高新区工业园定制公交专线
- 走向：体育路 - 延安路 - 涂山路 - 朝阳路 - 迎宾大道 - 黄山大道 - 长青南路 - 燕南路 - 天河路 - 高新路
- 站点：华海商城 - 中信银行 - 沁雅花园北 - 丰泽园 - 南岗四路南 - 南施家 - 十一中 - 陶店 - 陶山小区 - 喜迎门 - 佳艺机动车检测中心 - 柳工大道 - 柳工集团 - 高新区公安分局 - 中烟薄片 - 皖酒集团 - 华新物流 - 德豪光电 - 宏亿集团 - 方兴光电 - 兴科玻璃

### DZ6路 高新区工业园定制公交专线
- 走向：大庆路首末站 - 中粮大道 - 涂山路 - 华光大道 - 东海大道 - 嘉和路 - 黄山大道 - 长征南路 - 燕南路 - 天河路 - 高新路
- 站点：大庆路首末站 - 蚌埠田家炳中学 - 吴湾路·长青北路 - 吴湾路·友谊路 - 华光大道·涂山路北 - 百大禹会购物中心 - 电子41所 - 东海大道·友谊路 - 高新区公交枢纽 - 凯盛机电 - 环球药业 - 浩中机械 - 佳亿机动车检测中心 - 中烟公司 - 贵联公司 - 中烟薄片 - 皖酒集团 - 华新物流 - 德豪光电 - 宏亿集团 - 方兴光电 - 兴科玻璃 - 航天生物

### DZ7路 监管支队定制公交专线
- 走向：东海大道 - 龙腾路 - 曹凌路 - 兰凤路 - 兰凌路 - 解放路 - 涂山路 - 延安路 - 兴业街 - 广场四街 - 荆山路 - 延安路 - 东海大道 - 新昌南路 - 朝阳路 - 燕山路 - 迎宾大道
- 站点：珍珠小区首末站 - 公安新村 - 阳光花园 - 万方水晶城 - 紫荆名流北 - 琥珀花园 - 民政局 - 万达广场 - 南山郦都 - 陶店 - 晨阳·滟澜山 - 监管支队

### DZ8路 监管支队定制公交专线
- 走向：治淮路 - 延安路 - 凤阳路 - 国治街 - 淮河路 - 工农路 - 红旗一路 - 纬四路 - 涂山路 - 朝阳路 - 燕山路 - 迎宾大道
- 站点：余庆苑 - 蚌医附院 - 第二人民医院 - 百货大楼 - 一中 - 新天地菜市场 - 朝阳路第一小学 - 公交集团 - 陶店 - 晨阳·滟澜山 - 监管支队[9]

## 票价
定制公交专线与普通公交线路同属城市公交范畴，票价和结算方式与公交集团公司承运的其他线路相同。
- 未持卡乘客普通车投币1元，空调车投币2元。
- 持普通电子钱包卡普通车0.9元/次，空调车1.8元/次。
- 持学生月票卡普通车0.18元/次，成人卡0.36元/次，空调车加1元。
- 持老人卡、拥军卡、爱心卡的乘客免费乘车。[10]

除上述乘车付款方式外，该8条定制公交专线还支持使用支付宝城市服务中的“蚌埠云公交卡”进行扫码支付乘车。

## 资料来源
1. ↑  .   [2018-07-01]. （原始内容存档于2018-07-02）.
2. ↑  .   [2018-07-01]. （原始内容存档于2017-08-02）.
3. ↑  .   [2018-07-01]. （原始内容存档于2018-07-02）.
4. ↑  .   [2018-07-01]. （原始内容存档于2018-07-02）.
5. ↑  奔走相告！蚌埠开通6条定制公交线路 腾讯新闻 蚌埠日报
6. ↑  .   [2018-07-01]. （原始内容存档于2017-08-06）.
7. ↑  .   [2018-07-01]. （原始内容存档于2017-08-01）.
8. ↑  .   [2018-07-01]. （原始内容存档于2017-08-07）.
9. ↑  .   [2018-07-01]. （原始内容存档于2017-07-08）.
10. ↑  .   [2018-07-01]. （原始内容存档于2018-03-09）.
11. ↑  【支付宝乘车】蚌埠云公交卡使用指南 新浪微博